# Infinitif (prêt-à-porter)
Pour les articles homonymes, voir Infinitif (homonymie).
 (janvier 2019).
La marque Infinitif (sans majuscule), créée en 1970 en France, désigne une ligne commerciale en rapport avec le prêt-à-porter féminin. Environ un tiers de sa production est exportée : cela commença en 1971 par l'exportation vers la CEE, puis par la création en 1975 d'un magasin à Düsseldorf (Allemagne), qui fut suivie par des envois vers l'Extrême-Orient en 1977, mais aussi très récemment par l'ouverture de deux boutiques en Chine (2005).
Elle acquit sa notoriété autour de 1980 grâce à ses publicités télévisées et ses affiches (prix "Campagne d'affichage Decaux" 1985).